# Macrosiphum ptericolens
Macrosiphum ptericolens är en insektsart som beskrevs av Patch 1919. Macrosiphum ptericolens ingår i släktet Macrosiphum och familjen långrörsbladlöss. Inga underarter finns listade i Catalogue of Life.